# Chrétien anonyme
Le chrétien anonyme est un concept dû au théologien jésuite Karl Rahner. Sa thèse, à la fois fameuse et discutée en sotériologie, a exercé une grande influence sur le concile Vatican II.

## La thèse
Selon cette théorie et pour simplifier, quiconque mène une vie droite et sainte sera sauvé qu'il soit catholique ou non, parce qu'il est un « chrétien anonyme » (orienté vers le Christ et sauvé par lui, sans en avoir un savoir thématisé). 
Par le « oui » que l’homme pose au plus profond de lui-même comme réponse à cette attente qui est en lui, ce « oui » qui est un « oui » à l’existence la plus profonde, qui est un « oui » tendu vers l’infini, quelle que soit sa croyance, il parvient au salut par le Christ. C'est cet acte de foi implicite qui en fait un « chrétien anonyme ». 
D'un point de vue de la théologie catholique, cette perspective sotériologique a pour mérite de résoudre l'exclusivisme contenu dans Extra ecclesiam nulla salus (« Hors de l'Église point de salut »), et de chercher comment « Dieu sauve dans le Christ » ceux qui ne le connaissent pas sans faute de leur part.
Par la déclaration Dominus Iesus écrite par le cardinal Joseph Ratzinger, l'Église catholique accepte cette thèse, rappelant toutefois la prééminence de l'Église catholique. La notion d'inclusivisme, qui préside au  modèle du chrétien anonyme de Rahner, est communément répandue parmi les catholiques dans le cadre du dialogue interreligieux.

## Critiques

### Théologiens libéraux
Selon des théologiens libéraux comme John Hick et Hans Kung, cette affirmation serait présomptueuse et ne respecterait pas la volonté propre des  tenants d'autres religions, philosophies et spiritualités. Elle serait christiano-centrée et réduirait la valeur de la justification des non-chrétiens. Les théologiens catholiques les plus contemporains voient un impérialisme chrétien dans l'affirmation que les non-chrétiens qui mènent une vie droite selon leur propre tradition religieuse seraient des chrétiens sans le savoir.

### Théologiens conservateurs
Des théologiens conservateurs considèrent que cette conception du salut est en rupture avec la notion augustinienne de justification à travers la grâce et la foi, et non pas les œuvres.